# モジ・ダス・クルーゼス
モジ・ダス・クルーゼス（Mogi das Cruzes [moˈʒi/muˈʒi d̪äs ˈkɾuzis]）は、ブラジルのサンパウロ州の都市である。人口は約45万人（2020年）。サンパウロ市の40km東に位置している。

## 概要
モジ・ダス・クルーゼスは世界中から移民として人々を受け入れている。
特に20世紀初頭、コーヒーやバナナ、綿の栽培に来た日系移民の子孫にあたる日系人が多い。
また、サッカー選手であるネイマールの出身地である。
市のモットーは"A Morada do Progresso" (The Home of Progress)。

## 対外関係

### 姉妹都市・提携都市
- 関市（日本国 中部地方 岐阜県）- 1969年
- 富山市（日本国 中部地方 富山県）- 1979年

## 経済

### 第二次産業

#### 工業
イタペチ工業地帯に位置する「モジ・ダス・クルーゼス工業団地」には400以上の工場がある。

## 教育

### 大学
モジ・ダス・クルーゼスには3つの大学が存在する（Universidade de Mogi das Cruzes、Universidade Braz Cubas、Faculdade Clube Náutico Mogiano）。

## 交通

### 鉄道
モジ・ダス・クルーゼスにはサンパウロ都市圏鉄道会社の11号線が乗り入れている。

## 観光

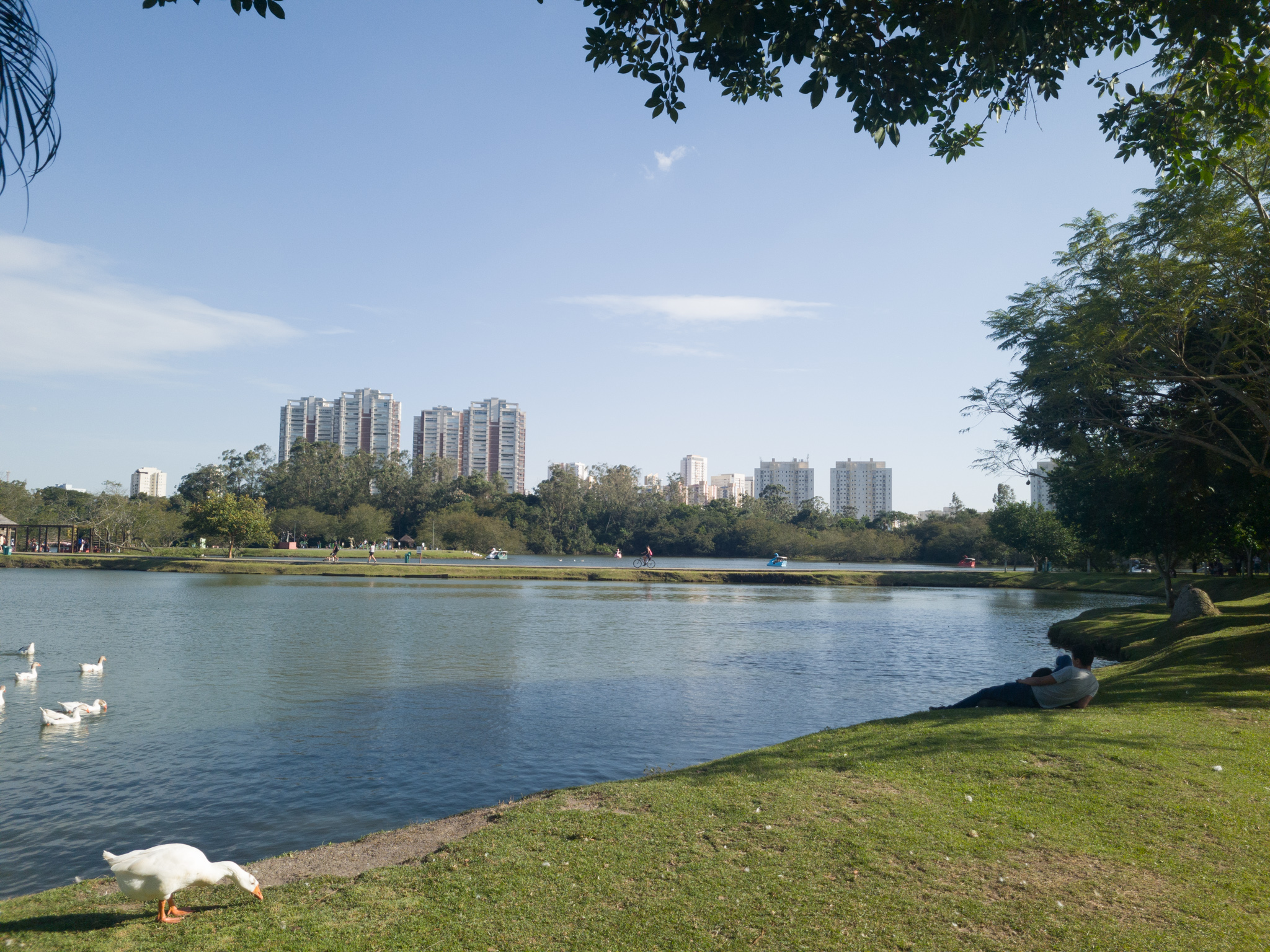
日本移民百年記念公園

### 観光スポット
- 日本移民百年記念公園

## 出身関連著名人

### 出身著名人
- マルシア - 歌手
- ネイマール - サッカー選手
- アンドリュース・ナカハラ - 格闘家
- エジマール・デ・ラセルダ・アパレシーダ - サッカー選手
- 佐藤二朗 - 元プロ野球選手